# نجيب الهلالي جوهر

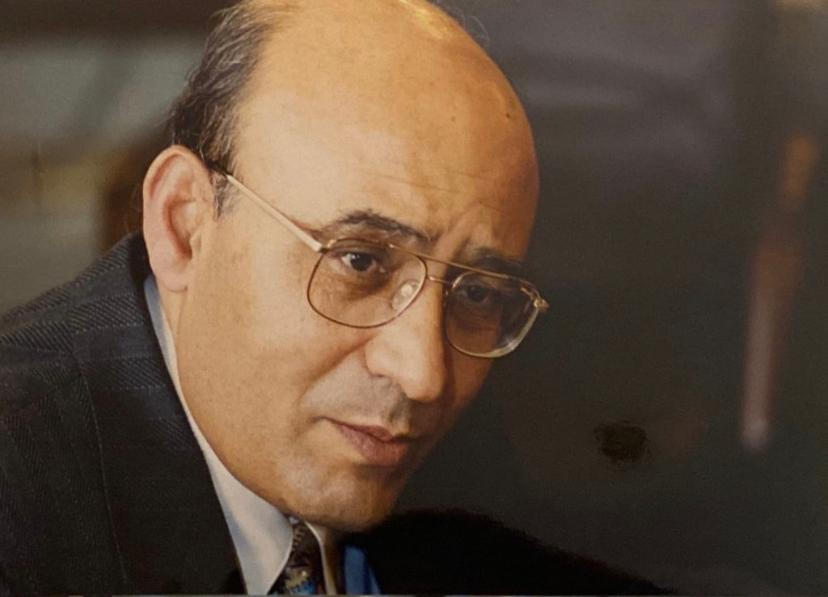

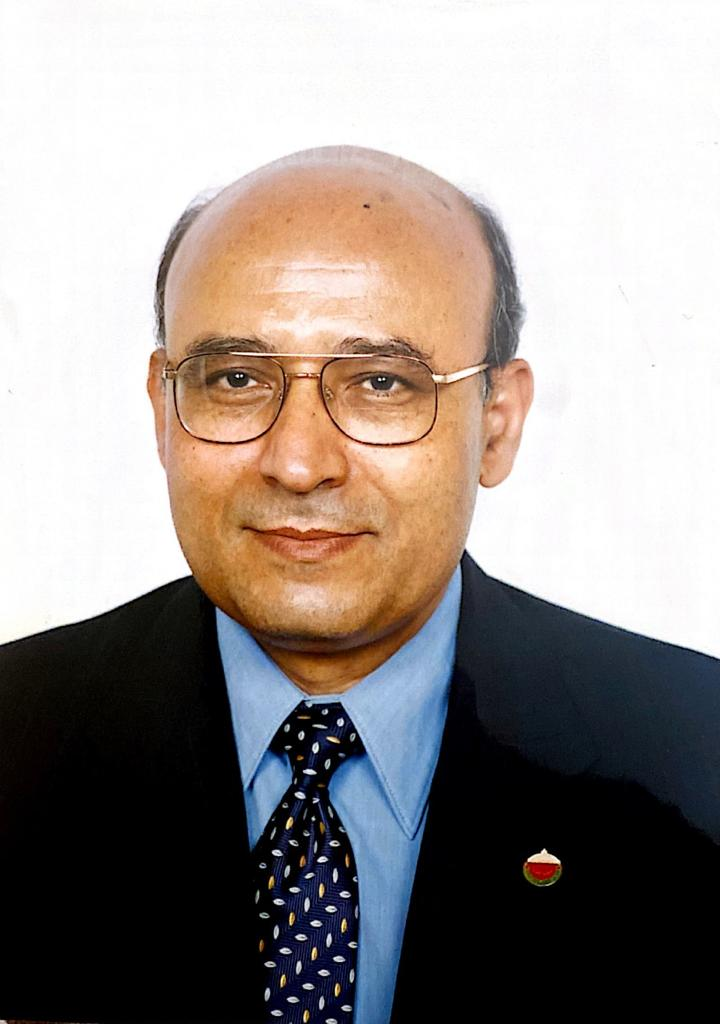

نجيب الهلالي فريد جوهر (17 سبتمبر 1944 - 24 فبراير 2015) رئيس جامعة القاهرة الأسبق
 وعضو مجلس الشوري السابق (2003-2008) وهو من مواليد قرية كفر عليم بمركز بركة السبع في محافظة المنوفية وكان أستاذ متفرغ بكلية الزراعة، جامعة القاهرة.>

## المؤهلات الدراسية
- بكالوريوس زراعة من جامعة القاهرة (تربية حيوان) مع مرتبة الشرف عام 1964 .
- ماجستير من جامعة القاهرة في وراثة الدواجن عام 1969 .
- دكتوراه في علوم الدواجن والوراثة البيوميترية من جامعة وسيكنسن - ماديسون - الولايات المتحدة الأمريكية عام 1974 .

## عضوية الجمعيات العلمية (علمية / ثقافية)
1.	عضو الجمعية العالمية لعلوم البيوميتري.

2.	عضو الجمعية العالمية لعلوم الدواجن.

3.	عضو جمعية الوراثة الأمريكية (الولايات المتحدة الأمريكية).

4.	عضو الاتحاد الأمريكي للوراثة (الولايات المتحدة الأمريكية).

5.	عضو اتحاد علوم الدواجن (الولايات المتحدة الأمريكية).

6.	عضو الجمعية المصرية للوراثة والسيتولوجي (مصر).

7.	عضو مجلس إدارة الجمعية المصرية للإنتاج الحيواني (مصر) 1989- 1992 .

8.	عضو الجمعية العامة للشركة القابضة للإنتاج الحيواني والداجني من عام 1991 : 1992 

9.	عضو مجلس بحوث الإنتاج الحيواني (وزارة الزراعة ـ مصر) عام 1991 

10.	عضو اللجنة الدائمة لترقية هيئة التدريس للإنتاج الحيواني بمعهد بحوث الإنتاج الحيواني عام 1994 .

11.	رئيس الرابطة المصرية لمنتجي الدواجن عام 1995 .

12.	عضو لجنة قطاع الزراعة- المجلس الأعلى للجامعات عام 1995- 1996 

13.	عضو مجلس إدارة مركز التعليم المفتوح - جامعة القاهرة 1996 .

14.	عضو المجلس الأعلى للتعليم - المجلس الأعلى للجامعات عام 1997 .

15.	عضو مجلس بحوث الغذاء والزراعة – أكاديمية البحث العلمي (مصر).

16.	عضو هيئة مكتب مجلس بحوث الثروة الحيوانية والسمكية – أكاديمية البحث العلمي (مصر).

17.	عضو لجنة الهندسة الوراثية بالمجالس القومية المتخصصة عام 1996 

18.	عضو مجلس إدارة معهد إعداد القادة - حلوان عام 1998 .

19.	رئيس الاتحاد العام لمنتجي الدواجن عام 1998 .

20.	رئيس لجنة تسير فرع الخرطوم - جامعة القاهرة 1998 .

21.	رئيس مجلس إدارة التعليم المفتوح جامعة القاهرة 1999 .

22.	عضو المجلس الاعلي للجامعات 1999 .

23.	رئيس جامعة القاهرة 1999 – 2004 .

24.	رئيس لجنة التعليم والبحث العلمي بالحزب الوطني الديمقراطي 2000 .

25.	عضو مجلس الشوري – الدورة 2000 .

26.	عضو لجنة القطاع الزراعي بالمجلس الأعلى للجامعات عام 2001 .

27.	رئيس الاتحاد الرياضي المصري العام للجامعات 2001 .

28.	عضو اللجنة الدائمة لترقية هيئة التدريس – الدورة الحالية 2001/2005 .

29.	نائب رئيس الاتحاد العربي للرياضة الجامعية اعتبارا من مايو 2002 .

30.	عضو لجنة السياسات بالحزب الوطني الديمقراطي.

31.	رئيس جمعية الصداقة الازبخستانية 2002 .

32.	عضو مجلس إدارة اتحاد الجامعات العربية والاوربية اعتبارا من 1/1/2003 .

33.	رئيس جمعية خريجي الجامعات الأمريكية مايو 2003 .

## التدرج الوظيفي
1	- معيد بقسم الإنتاج الحيواني - زراعة القاهرة من عام 1964 : 1969 .

2	- مدرس مساعد بقسم علوم الدواجن بكلية الزراعة - جامعة وسيكنسن - ماديسون - الولايات المتحدة الأمريكية من عام 1969 : 1974 .

3	- مدرس بقسم الإنتاج الحيواني - كلية الزراعة - جامعة القاهرة من عام 1974 : 1979 

4	- أستاذ مساعد - قسم الإنتاج الحيواني - كلية الزراعة - جامعة القاهرة من عام 1979 : 1984 .

5	- أستاذ بقسم الإنتاج الحيواني - كلية الزراعة - جامعة القاهرة عام 1984 - 2005 .

6	- أستاذ زائر - جامعة الخرطوم عام 1977 بكلية الزراعة شمبات.

7	- أستاذ زائر - قسم الإحصاء التطبيقي بكلية الزراعة - جامعة مينيسوتا سانت بول الأمريكية عام 1978 .

8- وكيل كلية الزراعة لشئون التعليم والطلاب - جامعة القاهرة من عام 1993 : 1995 .

9- عميد كلية الزراعة - جامعة القاهرة من عام 1995 : 1997 .

10—نائب رئيس جامعة القاهرة لشئون التعليم والطلاب عام 1997-1998 .

11- رئيس جامعة القاهرة 1999 - 2004 .

12- أستاذ غير متفرغ كلية الزراعة – جامعة القاهرة 2005- حتي الآن.

## الأبحاث المنشورة
1.	تأثير الخلط علي إنتاجية البط (1- النمو).

2.	تأثير الخلط علي إنتاجية البط (2- إنتاج البيض).

3.	تأثير الخلط علي إنتاجية البط.
	(المجلة المصرية للإنتاج الحيواني 1971) (صفات الذبيحة).

4.	تأثير الانتخاب والتربية الداخلية علي معدل إنتاج البيض والصفات المرتبطة الأخرى.

5.	تقييم طرق الانتخاب في برامج تربية الدواجن: ـ الانتخاب لمعامل إنتاج البيض بالاعتماد علي السجل السنوي (المجلة المصرية للوراثة والسيتولوجي 1978).

6.	تقييم طرق الانتخاب في برامج تربية الدواجن: الاستجابات المصاحبة.

7.	دراسات إحصائية علي اختلافات في سمك القشرة. (المجلة المصرية للوراثة والسيتولوجي 1978) 

8.	العلاقة الإحصائية بين صفات السائل المنوي والقدرة علي الإخصاب في الديوك 
	(المؤتمر السادس عشر للجمعية العالمية لعلوم الدواجن عام 1978) 

9.	تكرار الجين - من منظور نظرية الاحتمالات. (المجلة المصرية للإحصاء عام 1979) 

10.	دراسات وراثية علي صفات السائل المنوي للديوك. (المجلة المصرية للإنتاج الحيواني عام 1979) 

11. علاقة التطابق بين الأقارب في العشائر. (المؤتمر العالمي الأول للوراثة لدول البحر المتوسط عام 1979) 

12.	صفات السائل المنوي والقدرة علي الخصوبة في الديوك (المجلة المصرية للإنتاج الحيواني عام 1979) 

13.	العدد الفعال للعشيرة. (المجلة المصرية للوراثة والسيتولوجي عام 1979).

14.	تحليل معامل الارتباط بين وزن البيضة ووزن مكوناتها. (المجلة المصرية للإنتاج الحيواني عام 1979)

15.	إنتاج خطوط قطعان أمهات الدواجن في العالم العربي. (ندوة إنتاج الدواجن المكثف عام 1978 - المنظمة العربية للتنمية الزراعية)

16.	تأثير السلالة ونظام العنابر علي صفات البيضة في الدجاج البلدي الأبيض والدجاج الفيومي تحت ظروف الجو الحار. (المجلة المصرية للإنتاج الحيواني 1982)

17.	تأثير السلالة ونظام العنابر علي إنتاج البيض في الدجاج البلدي الأبيض والدجاج الفيومي تحت ظروف الجو الحار. (المجلة المصرية للإنتاج الحيواني 1982)

18.	الوراثة وكولسترول البيضة وعلاقتها بالدجاج الفيومي. (المجلة المصرية للإنتاج الحيواني 1983) 

19.	تأثير نظام العنابر علي وزن الجسم في الدجاج البلدي الأبيض والفيومي.
	(المجلة المصرية للإنتاج الحيواني 1983) 

20.	طريقة المسار الحرج لإقامة وإدارة مشروعات الدواجن في السودان.
	(المؤتمر العالمي للدواجن 1984) 

21.	ثبات المقاييس الوراثية في عشيرة الدجاج البلدي الأبيض.
	 (المؤتمر العالمي للدواجن 1984)

22.	التداخل بين التركيب الوراثي والبيئة وتأثيره علي إنتاج البيض في السلالات المحلية في مصر. 
(المؤتمر العالمي للدواجن 1984)

23.	الانتخاب لإنتاج البيض بالاعتماد علي جزء من السنة لثلاث سلالات من الدواجن 
(المؤتمر العالمي للدواجن 1984)

24.	دراسة علي الانتخاب لوزن الجسم في الدجاج البلدي الأبيض:
	 - الاستجابة للانتخاب لوزن الجسم عند عمر 8 أسابيع.
	(المؤتمر العالمي للدواجن 1984) 

25.	دراسة علي الانتخاب لوزن الجسم في الدجاج البلدي الأبيض الاستجابات المرتبطة. 
(المؤتمر العالمي للدواجن 1984)

26.	المكونات الرئيسية للتحليل والتي تساعد في أجراء الانتخاب لتقليل نسب الكولسترول في بيض الدجاج. (المجلة المصرية للإنتاج الحيواني 1983)

27.	الانتخاب لتكوين خطوط نقية من دجاج البيض واللحم. (المؤتمر العربي لخطوط الدواجن النقية 1982) 

28.	الارتباط المتعدد في تجارب الانتخاب. (المؤتمر العالمي للدواجن 1988 - اليابان)

29.	صفات السائل المنوي وتقييم الديوك. (المؤتمر العالمي للدواجن 1988 ـ اليابان)

30.	تأثير الخلط علي إنتاجية دجاج اللحم.

31.	الارتباط الداخلي في بيانات تجارب الانتخاب في الدجاج البياض. (مجلة العلوم الزراعية -1989)

32.	المقارنة بين ثلاثة طرق لتقييم الاختلافات المتعددة في صفات إنتاج البيض. (مجلة العلوم الزراعية - 1989)

33.	الاختلافات بين السلالات في استجابتها للإجهاد الحراري في الاعمار الصغيرة. (المجلة المصيرة للإنتاج الحيواني - 1995)

34.	تأثير القلش علي مكونات الدم لدجاج البيض. (مجلة العلوم الزراعية - يوليو 1996)

35.	مقارنة بين تأثير ثلاثة طرق للقلش علي كفاءة إنتاج دجاج البيض بعد القلش. (مجلة العلوم الزراعية - يوليو 1996).

36.	الكفاءة الانتاجية لسلالات بداري التسمين المختلفة. (المجلة المصرية للإنتاج الحيواني – 1998)

37.	اختلاف سلالات بداري التسمين التجارية في بعض المقاييس المناعية. (المجلة المصرية للإنتاج الحيواني – 1998)

38.	الانتخاب في اتجاهين متضادين لمستوي المناعة ضد كرات الدم الحمراء للاغنام في الدجاج الفيومي. (المجلة المصرية للإنتاج الحيواني عام 2000)

39.	تأثير فيتامينات (أ، ج، هـ، سيلينوم) علي الصفات الانتاجية والاستجابة المناعية في دجاج التسمين.(المجلة المصرية لعلم المناعة عام 2001)

## الإشراف علي رسائل علمية الماجستير
1.	دراسة بعض المقاييس الوراثية والمظهرية لبعض الصفات الإنتاجية في الجاموس.

2.	إنتاجية الدجاج البياض تحت ظروف مساكن مختلفة.

3.	دراسات وراثية علي بعض الصفات الاقتصادية في الدواجن.

4.	اتزان الجينات في العشيرة العشوائية في البلدي الأبيض.

5.	حول استخدام طرق إحصائية لتقسيم الاختلافات داخل صفات إنتاج البيض.

6.	تأثير الخلط علي إنتاجية دجاج اللحم.

7.	تقييم بعض نظم الإنتاج الداجني.

8.	تقييم ثلاثة طرق من طرق القلش الإجباري في الدجاج البياض.

9.	أثر الإجهاد الحراري علي المناعة الوراثية لبعض أنواع الدواجن.

10.	الانتخاب في اتجاهين متضادين لمستوي الأجسام المناعية في دجاج البيض.

11.	العوامل المؤثرة علي خصب وفقس بعض أمهات كتاكيت التسمين.

12.	تأثير الإجهاد البيئي علي إنتاجية الدجاج.

13.	دراسات فسيولوجية علي أنواع طيور إنتاج اللحم.

14.	دراسات وراثية وفسيولوجية علي أنواع طيور إنتاج اللحم.

15.	دراسات علي المادة الوراثية لبعض سلالات الدواجن المحلية.

## الإشراف علي رسائل علمية لدرجة الدكتوراه
1.	دراسات وراثية وفسيولوجية علي الدواجن.

2.	تقييم الطلائق في الجاموس المصري.

3.	دراسات وراثية علي الدجاج البلدي الأبيض.

4.	المناعة الوراثية في الدواجن المحلية.

5.	دراسة بيئية وفسيولوجية علي الدواجن المحلية والمستنبطة.

6.	تحسين إنتاجية دجاج البيض المحلي.

7.	تأثير الانتخاب لصفـة إنتاج البيض علي المقاييس الوراثية للصفات الفسيولوجية المرتبطة.

8.	تأثير بعض العوامل البيئية علي المناعة والإنتاج في الرومي.

9.	دراسات علي القلش الإجباري.

10.	دراسات وراثية علي دجاج البيض المحلي.

11.	دراسات تحليلية لنظم إنتاج الدواجن في مصر.

12.	الطرق المختلفة لتحليل المتغيرات المتعددة في تباين صفات إنتاج البيض في تجارب تربية الدواجن.

13.	تأثير التداخل بين برامج الإضاءة والتغيرات الهرمونية علي الخصائص الانتاجية والفسيولوجية في الدواجن.

14.	دراسات علي نظم إنتاج الدواجن في مصر.

15.	دراسات علي القلش الإجباري.

16.	تأثير الانتخاب لمستوي الأجسام المناعية ضد كرات الدم الحمراء للغنم علي بعض الصفات الفسيولوجية والاقتصادية للدجاج الفيومي.

## نشاط بحثي ومشروعات
1) 	مدير مشروع قاعدة معلومات الدواجن (جامعة القاهرة) 1994 .

2) 	مدير مركز نظم المعلومات الزراعية 1990 .

3) 	الباحث الرئيسي للمشروع القومي لتحسين الدواجن المحلية 1990 .

4) 	الباحث الرئيسي لمشروع التكنولوجيا الحيوية لتحسين إنتاج الدواجن بمصر 1992 .

5) 	الباحث الرئيسي لمشروع نظم الإنتاج الداجنى بمصر 1996 .

6) 	منسق مشروع (MSSP) دعم عدة قطاعات السوق الأوربية المشتركة - وزارة الزراعة 1998 .

## الخبرات التعليمية بالخارج
1. مدرس مساعد بقسم علوم الدواجن بجامعة وسيكسن - ماديسون 1969 - 1974 .
2. أستاذ زائر لجامعة الخرطوم خلال 1977 لتدريس تربية الحيوان وإنتاج دواجن ووراثة العشائر.
3. أستاذ زائر لجامعة سانت بول مينوسوتا خلال 1977-1978 بقسم الإحصاء التطبيقي.
4. تدريس بعض مقررات الدورات الدراسية في الهيئات الحكومية العربية عن التنمية والاستثمار الزراعي والداجني 1982 .

## الخبرة العلمية والعملية
1.	خبير المنظمة العربية للتنمية الزراعية لسلطنة عمان 1976 .

2.	خبير دواجن للبنك العربي الأفريقي لأوغندا 1978 .

3.	خبير دواجن بالمنظمة العربية للتنمية الزراعية لاستكمال دراسات الجدوى لمشروعات الدواجن بالمغرب خلال 1979 .

4.	خبير دواجن بالمنظمة العربية للتنمية الزراعية للصومال لإقامة مشروع تصنيع الدواجن خلال 1979 .

5.	خبير دواجن لدراسات الجدوى لمشروعات إنتاج البيض في مصر عام 1979 .

6.	خبير دواجن بالمنظمة العربية للتنمية الزراعية لتقييم دراسات الجدوى لإنتاج الدواجن بالخرطوم خلال 1980 .

7.	خبير دواجن للشركة الزراعية السودانية المصرية لعمل دراسات الجدوى لمشروع الدواجن بجبل الأولياء عام 1980 .

8.	خبير دواجن بالمنظمة العربية للتنمية الزراعية لدراسات الجدوى لمشروعات الدواجن واستكمال المشروعات الزراعية في العسالاية بالسودان.

9.	خبير دواجن لدراسات الجدوى للشركة الأهلية للدواجن لإنتاج مليون كتكوت عمــر يوم - مصر - 1981 .

10.	خبير دواجن ومستشار للشركة العربية السودانية للدواجن في الخرطوم - السودان من عام 1981 : 1984 .

11.	خبير دواجن بالمنظمة العربية للتنمية الزراعية لمشروع الهيئة العربية للدواجـــن عام 1982 .

12.	خبير دواجن بالمنظمة العربية للتنمية الزراعية لمشروع القطعان الأصيلة للدواجــن عام 1982 .

13.	عضو خبراء الاتحاد العربي لمجالس البحث العلمي العربي لوضع خطة تطوير خطوط الدواجن النقية في العالم العربي 1983 

14.	خبير دواجن بالمنظمة العربية للتنمية الزراعية لعمل دراسات الجدوى لمشروعات الدواجن حول الخرطوم بالسودان عام 1983 .

15.	خبير دواجن مركز الاستثمار لمنظمة الأغذية والزراعة للمشاريع غرب السودان 1983 

16.	خبير دواجن بالمنظمة العربية للتنمية الزراعية لدراسة الجدوى لمشروع جدود الدواجن في المملكة العربية السعودية ودول الخليج 1984 .

17.	خبير دواجن بالمنظمة العربية للتنمية الزراعية لدراسات الجدوى لصناعة الدواجن والأسماك في أوغندا 1984 .

18.	خبير دواجن بالمنظمة العربية للتنمية الزراعية لدراسات الجدوى بالجمهورية العربية اليمنية 1984 .

19.	خبير دواجن بالمنظمة العربية للتنمية الزراعية لدراسات الجدوى للإنتاج الحيواني في شمال السودان 1984 .

20.	خبير دواجن لدراسات تسويق منتجات الألبان والدواجن في مصر 1984 .

21.	خبير دواجن لمجازر الدواجن بالمنوفية 1985 .

22.	خبير دواجن لدراسات الجدوى لمركزات الأغذية بشركة رالستون بيورينا بالولايات المتحدة الأمريكية 1985 .

23.	خبير دواجن بالمنظمة العربية للتنمية الزراعية لدراسات الجدوى الاقتصادية والفنية لخطوط الدواجن النقية بالدول العربية 1986 .

24.	عمل مستشار البنك الرئيسي للتنمية والائتمان الزراعي 1986 .

25.	خبير دواجن لدراسات الجدوى لإنتاج البيض بالسودان 1987 .

26.	عضو مجلس الإنتاج الحيواني والسمكي بالأكاديمية الوطنية للعلوم عام 1987 .

27.	عمل مستشار البنك الأهلي المصري عام 1988 .

28.	خبير دواجن بالمنظمة العربية للتنمية الزراعية لدراسات النظم الزراعية لمجلس التعاون الخليجي 1988 .

29.	رئيس مجلس إدارة الشركة العالمية للثروة الحيوانية عام 1988 .

30.	مستشار الشركة العربية السودانية – الخرطوم – السودان (1982 : 1984).

31.	مستشار شركة مصر لجدود الدواجن (1984). 

32.	مستشار الشركة العامة للدواجن (1985 : 1986). 

33.	مستشار الإدارة المركزية للإنتاج الحيـواني– وزارة الزراعة مصر (1986 : 1994) 

34.	خبير دواجن (الشركة الأهلية للاستشارات) لدراسة محددات استثمارات الدواجن بشركة مصر العربية للدواجن 1989 .

35.	خبير دواجن لدراسة التقييم الاقتصادي للشركة العالمية للثروة الحيوانية 1989 .

36.	خبير دواجن لمجموعة شركات الهلال - لإعداد دراسات الجدوى الاقتصادية والفنية لإنتاج كتكوت البيض عمر يوم في مصر عام 1989 .

37.	عضو مجموعة العمل إستراتيجية صناعة الدواجن في مصر (وزارة الزراعة - مصر) عام 1990 .

38.	عضو مجموعة العمل لتحديد طريقة التصرف لمشروعات الإنتاج الحيواني والداجنى في المحافظات بالاشتراك بين وزارة الزراعة وبنك الاستثمار القومي.

39.	خبير دواجن (الشركة الأهلية للاستشارات) لدراسات الجدوى لشركة مصر العربية للدواجن بمدينة السادات 1990 .

40.	خبير دواجن لدراسات الجدوى الاقتصادية والفنية لمجزر شركة القاهرة للدواجن 1990 

41.	خبير دواجن لعمل دراسات الجدوى لإعادة تشغيل الشركة العالمية للثروة الحيوانية عام 1990 .

42.	خبير دواجن (الشركة الأهلية للاستشارات) لدراسة الجدوى الاقتصادية لمشروع الجدود لشركة مصر العربية للدواجن عام 1990 .

43.	الباحث الرئيسي للمشروع القومي لتحسين الدواجن المحلية 1990 .

44.	عضو مجموعة تنفيذ برنامج الـ A I D الأمريكي في مصر لتقييم الدواجن المحلية بالمحافظات عام 1990 وعملية الخصخصة.

45.	خبير دواجن الشركة الأهلية للاستشارات والبنك الأهلي المصري لدراسة الجدوى الاقتصادية والفنية لإعادة تشغيل شركة الشرق الأوسط لاستصلاح الأراضي وتنمية الصناعات الزراعية والحيوانية عام 1991 .

46.	رئيس مجلس إدارة شركة الشرق الأوسط لاستصلاح الأراضي وتنمية الصناعات الزراعية والحيوانية عام 1991 : 1995 .

47.	مدير مركز نظم المعلومات الزراعية - كلية الزراعة - جامعة القاهرة من عــام 1991 : 1992 .

48.	الباحث الرئيسي لمشروع التكنولوجيا الحيوية لتحسين إنتاج الدواجن بمصر عام 1992 

49.	مقرر اللجنة الدائمة لترقية هيئة التدريس للإنتاج الحيواني عام 1994 .

50.	عضو اللجنة الأكاديمية بمركز التعليم المفتوح - جامعة القاهرة 1994 .

51.	رئيس مجلس إدارة شركة الشرق الأوسط الوطنية القليوبية للخدمات والأمن الغذائي من عام 1994 : 1995 .

52.	رئيس مجلس إدارة شركة القاهرة لجدود الدواجن عام 1997 .

53.	منسق مشروع دعم عدة قطاعات - السوق الأوربية المشتركة (MSSP) - وزارة الزراعة - مصر عام 1998 .

54.	رئيس لجنة التعليم والبحث العلمي بالحزب الوطني الديمقراطي.

55.	عضو لجنة تقييم أعمال الحزب الوطني الديمقراطي ومتابعة الانتخابات.

56.	رئيس جمعية الصداقة المصرية الاوزباكستانية.

57.	عضو لجنة التكنولوجيا الحيوية بالمجالس القومية المتخصصة.

58.	عضو لجنة التكنولوجيا برئاسة مجلس الوزراء.

59.	عضو لجنة الفولبرايت المصرية الأمريكية.

60.	عضو لجنة التعليم والبحث العلمي بالحزب الوطني الديمقراطي.

61.	عضو لجنة التعليم والبحث العلمي بمجلس الشوري.

62.	عضو لجنة الصناعة بمجلس الشوري.
- الاشتراك في العديد من المشروعات التي تخدم المجتمع وتطور البيئة أو تغير مناخ الاستثمار حولها ووضع مشروعات تطبيقية متميزة ولها مردود اقتصادي وتنموي والإسهام في حل بعض المشكلات القومية الآتية: 
	دراسة أفاق الاستثمار في محافظات مصر.

•	ترعه الزمر وتطويرها بمعاونه من وزارة البيئة وشارك في هذا المشروع العديد من القوافل الشبابية بمحافظة الجيزة.

•	مشروع تحديث الجيزة – جامعه القاهرة – أكتوبر 2001 – إصدار أول 

•	مشروع تحديث الجيزة – جامعه القاهرة – ديسمبر 2002 – إصدار ثاني.

•	رؤية جامعه القاهرة في تحديث الدولة المصرية (الجزء الأول – الاقتصادية – السياسية – الإدارية) ديسمبر 2001.

•	رؤية جامعه القاهرة في تحديث الدولة المصرية (الجزء الثاني – التنمية الشاملة) ديسمبر 2002. 

•	مؤتمر جامعه القاهرة لتطوير التعليم الجامعي – رؤية لجامعه المستقبل (الجزء الأول والثاني والثالث – 8 مايو 1999)
•	توصيات جامعه القاهرة لتطوير التعليم الجامعي (رؤية لجامعه المستقبل) 1999 .

•	 تسير فرع الخرطوم التابع لجامعه القاهرة وزيارات متبادلة حتى أمكن تحديد موقع جديد للفرع.

•	تطوير صناعه الدواجن بالجمهورية بدءا من دراسات الجدوى إلى تصدير المنتج النهائي (اللحم والبيض) (إنتاج حوالي 700 مليون دجاجه سنويا، 6-7 بليون بيضه سنويا) وأهم حلقات هذه الصناعة هي حلقه الأمهات.

•	إدخال مشروعات الجدود بمصر ونجاح تربيتها حتى وصول إنتاج الجمهورية من اللحوم البيضاء إلى (2 مليون دجاجه يوميا).

•	وضع خطه لتطوير صناعه الدواجن بلبيا واعتبارها نموذج لتطوير صناعه الدواجن بليبيا وخصوصا وان ليبيا من الدول المنتجة للجدود والأمهات. 

•	تشكيل فريق عمل بحثي من خبراء على أعلى مستوى بتمويل من NARP لمشروع التكنولوجيا الحيوية في تحسين صناعة الدواجن لمدة خمس سنوات.

•	مساهمة تقديم نظام الساعات المعتمدة إلى الجامعات المصرية وتطبيقه بكلية الزراعة كنظام رائد للعملية التعليمية المنظمة ومنها يمكن تجهيز الطالب بدراسة تخصصه اساسى واثنين تخصص فردى وأصبح السائد حاليا بغالبية الجامعات المصرية الحكومية والخاصة .

•	مساهمة إبرام اتفاقية الدراسة المشتركة بين كل من كلية الزراعة جامعة القاهرة وجامعة ولاية بنسلفانيا.
•	المساهمة في النشاط الحالي والمستقبلي لاتمام أنشطة الجودة والاعتماد في التعليم العالي .

## مؤلفات
1. دليل الإنتاج التجاري للدواجن .
2. إعداد وتحليل بيانات التجارب الزراعية .
3. مقدمة للكمبيوتر في الزراعة .
4. الأساس الوراثي لتحسين الدواجن .
5. خطط التربية لإنتاج سلالات اللحم والبيض .

## الجوائز العلمية
- جائزة الدولة التشجيعية للعلوم الزراعية عام 1984 .
- جائزة الرأي العام الدولية لعام 1994 .
- جائزة منظمة الأغذية والزراعة (الفاو) عام 1996 .
- جائزة الدولة التقديرية في العلوم الزراعية لعام 2001 .
- جائزة جامعة القاهرة التقديرية في التميز العلمي لعام 2007 .
- جائزة جامعة القاهرة التقديرية في خدمة المجتمع لعام 2010  [4]